# Wacquemoulin
Wacquemoulin település Franciaországban, Oise megyében. Lakosainak száma 279 fő (2022. január 1.). Wacquemoulin Ménévillers, Méry-la-Bataille, Montiers, Moyenneville, Neufvy-sur-Aronde és La Neuville-Roy községekkel határos.

## Népesség
A település népessége az elmúlt években az alábbi módon változott:
| Lakosok száma | 300  | 300  | 315  | 300  | 290  | 280  | 276  | 283  | 279  |
|               | 2013 | 2015 | 2016 | 2017 | 2018 | 2019 | 2020 | 2021 | 2022 |